# SCエージェント
株式会社SCエージェント（エスシーエージェント）は、営業コンサルティング事業をメインに、太陽光発電や蓄電池システムを扱う企業。住宅関連商材の販売を行っている。

## 会社概要
株式会社SCエージェントは2018年6月25日に設立され、コンサルティング事業や住宅ソリューション事業、エネルギーソリューション事業、ブランディングおよびマーケティング事業、デザイン事業を展開。

## 支社
- 東京支店 - 〒108-0075 東京都港区港南2-16-4 品川グランドセントラルタワー8F
- 仙台支店 - 〒981-3133 宮城県仙台市泉区泉中央4-1-5 SAKAE泉中央ビル502
- 福島支店 - 〒963-8002 福島県郡山市駅前2-3-7 エリート30ビル2F
- 名古屋支店 - 〒460-0008 愛知県名古屋市中区栄3-15-33 栄ガスビル13F
- 奈良支店 - 〒630-8353 奈良県奈良市柳町31 和田ビル202
- 和歌山支店 - 〒640-8343 和歌山県和歌山市吉田305‐3 グレース吉田103
- 徳島支店 - 〒770-8053 徳島県徳島市沖浜東3-2 オプスフジタ2F
- 岡山支店 - 〒700-0833 岡山県岡山市北区天瀬2‐22 2F
- 広島支店 - 〒730-0851 広島県広島市中区榎町4-24 ディアコートニシムラ101
- 福岡支店 - 〒812-0016 福岡県福岡市博多区博多駅南5-9-16 グランデフィア4F

## 事業内容
- コンサルティング事業
- 住宅ソリューション事業
- エネルギーソリューション・メンテナンス事業
- ブランディングデザイン事業

## 実績
- 2023年11月1日 - 「創蓄連携システム」の販売実績“優秀賞” を受賞
- 2024年11月8日 - 「創蓄連携システム」の販売実績“優秀賞” を受賞

## その他
- 「能登半島地震被災地域へ木造モバイル建築を届ける支援活動またはプロジェクト」において、一般社団法人日本モバイル建築協会へ太陽光発電システムの現物を寄贈[1]。